# Billy Ketkeophomphone
Vilayphone "Billy" Ketkeophomphone – detto Pica – (Champigny-sur-Marne, 24 marzo 1990) è un calciatore francese naturalizzato laotiano, attaccante del Blotzheim e della nazionale laotiana.

## Carriera

### Club
Cresciuto nello Strasburgo, esordisce in prima squadra nella 16ª giornata di campionato della Ligue 2, per la sua unica presenza stagionale. Nella stagione 2010-2011 gioca 29 partite (con 5 reti) nella terza serie francese, 3 partite nella Coppa di Francia ed una nella Coppa di Lega. Alla fine di questa stagione rimane svincolato.
Nel luglio del 2011 si trasferisce agli svizzeri del Sion, nella massima serie del campionato elvetico. Nel 2012 si trasferisce al Tours dove, il 23 marzo, segna il suo primo gol contro il Laval.
Il 16 giugno 2015 viene ufficializzato il suo trasferimento all'Angers, club neopromosso in Ligue 1, con cui firma un contratto biennale.
Il 31 agosto 2018 passa a titolo definitivo all'Auxerre. Ha debuttato il 14 settembre 2018, in una gara contro il Clermont Foot. Lascerà il club in scadenza di contratto il 1⁰ luglio 2019.
Il 20 novembre 2019, si trasferisce a titolo gratuito al SO Cholet, militante nel Championnat National. Ha esordito e segnato il primo gol il 22 novembre 2019 nella gara contro il Red Star. In una stagione, colleziona circa 12 presenze segnando 5 reti.
Il 1⁰ luglio 2020, viene acquistato a parametro zero dal Dunkerque, squadra della Ligue 2, con un contratto biennale. Ha esordito il 22 agosto 2020 in una partita contro il Tolosa. Il 29 agosto successivo, Ketkeophomphone ha segnato il suo primo gol per la squadra, al 39' nella gara contro il Clermont Foot.
Il 22 gennaio 2022, si trasferisce in Malaysia, firmando per il Pahang. Ha debuttato il 6 aprile in una partita contro il Kedah Darul Aman. Il giocatore è stato rilasciato dal club dopo appena 4 presenze in 4 mesi.

### Nazionale
Nel 2021 ha esordito nella nazionale del Laos.

## Statistiche

### Cronologia presenze e reti in nazionale
| Cronologia completa delle presenze e delle reti in nazionale ― Laos | Cronologia completa delle presenze e delle reti in nazionale ― Laos | Cronologia completa delle presenze e delle reti in nazionale ― Laos | Cronologia completa delle presenze e delle reti in nazionale ― Laos | Cronologia completa delle presenze e delle reti in nazionale ― Laos | Cronologia completa delle presenze e delle reti in nazionale ― Laos | Cronologia completa delle presenze e delle reti in nazionale ― Laos | Cronologia completa delle presenze e delle reti in nazionale ― Laos |
| Data                                                                | Città                                                               | In casa                                                             | Risultato                                                           | Ospiti                                                              | Competizione                                                        | Reti                                                                | Note                                                                |
| ------------------------------------------------------------------- | ------------------------------------------------------------------- | ------------------------------------------------------------------- | ------------------------------------------------------------------- | ------------------------------------------------------------------- | ------------------------------------------------------------------- | ------------------------------------------------------------------- | ------------------------------------------------------------------- |
| 6-12-2021                                                           | Singapore                                                           | Laos                                                                | 0 – 2                                                               | Vietnam                                                             | AFF Suzuki Cup 2020 - 1º turno                                      | -                                                                   | 86’                                                                 |
| 9-12-2021                                                           | Singapore                                                           | Malaysia                                                            | 4 – 0                                                               | Laos                                                                | AFF Suzuki Cup 2020 - 1º turno                                      | -                                                                   |                                                                     |
| 12-12-2021                                                          | Singapore                                                           | Laos                                                                | 1 – 5                                                               | Indonesia                                                           | AFF Suzuki Cup 2020 - 1º turno                                      | -                                                                   |                                                                     |
| 15-12-2021                                                          | Singapore                                                           | Cambogia                                                            | 3 – 0                                                               | Laos                                                                | AFF Suzuki Cup 2020 - 1º turno                                      | -                                                                   |                                                                     |
| 21-12-2022                                                          | Vientiane                                                           | Laos                                                                | 0 – 6                                                               | Vietnam                                                             | AFF Cup 2022 - 1º turno                                             | -                                                                   | 46’                                                                 |
| 30-12-2022                                                          | Yangon                                                              | Birmania                                                            | 2 – 2                                                               | Laos                                                                | AFF Cup 2022 -1º turno                                              | -                                                                   | 83’                                                                 |
| Totale                                                              |                                                                     | Presenze                                                            | 6                                                                   |                                                                     | Reti                                                                | 0                                                                   |                                                                     |